# Rolling in the Deep
«Rolling in the Deep» (в переводе с англ. — «Скатываясь на самое дно») — песня британской певицы Адели со второго студийного альбома «21». Композиция была написана Аделью и Пол Эпуорт и самой певицей названа смесью «блюза, госпела и диско». Она была выпущена в качестве ведущего сингла 29 ноября 2010 года в Нидерландах.
Песня получила положительную оценку музыкальных критиков. Она возглавила хит-парады Бельгии, Германии, Италии, Нидерландов, Швейцарии и вошла в лучшую десятку Австрии, Дании, Ирландии, Новой Зеландии и Норвегии. В Великобритании сингл дебютировал на втором месте и стал третьим хитом Адели, попавшим в верхнюю десятку. Кроме того, «Rolling in the Deep» возглавил главный чарт США Hot 100, достигнув позиции № 1 (в мае 2011 года) и вторым синглом певицы, имевшим большой успех в Соединённых Штатах, и первым хитом, достигшим первой десятки. К апрелю 2011 года в США было продано свыше 1 220 000 цифровых треков этой песни, а к ноябрю — 5,6 млн, что стало 9-м показателем за всю историю Nielsen SoundScan.
К февралю 2012 года общий тираж сингла «Rolling in the Deep» превысил 7,6 млн копий в США, что стало высшим достижением песни в цифровом формате для любой певицы в США; это также позволило песне стать вторым наиболее продаваемым цифровым синглом в США и самым успешным синглом Адели за пределами её родной Великобритании, превысив показатели её предыдущего хита «Chasing Pavements». В мире сингл стал 5-м цифровым бестселлером по итогам 2011 года с тиражом 8,2 млн копий, позднее превысив 14 млн копий.
В списке лучших песен 2010 года «Rolling in the Deep» заняла 50-е место по версии Spinner и 34-е — на сайте Metromix.
«Rolling in the Deep» признан лучшей песней 2011 года по версиям двух ведущих журналов: Billboard и Rolling Stone.
Сингл стал самым широко проигрываемым в эфирных чартах разных жанров Billboard за последние 25 лет: он появился в 12 хит-парадах Nielsen BDS. 12 февраля 2012 года в Лос-Анджелесе на 54-й церемонии вручения музыкальной премии «Грэмми» песня удостоена трёх наград в категориях Лучшая песня года, Лучшая запись года и Лучшее музыкальное видео.

## Создание
Песня была создана и записана в окончательном голосовом варианте в течение нескольких часов в один из октябрьских дней 2009 года. Адель приехала в студию к Полу Эпуорту в сильно расстроенных чувствах — за день до этого у неё произошёл окончательный болезненный разрыв с бойфрендом, который напоследок пообещал ей скучную и одинокую оставшуюся часть жизни. Это были первые, по-настоящему взрослые отношения у Адель с мужчиной, который фактически поставил её на тот путь, по которому, согласно её словам, она сейчас идёт. Какой-нибудь другой композитор/продюсер дал бы ей носовой платок и отправил домой, но Пол предложил передать чувства Адель в виде песни. Он в течение пары часов наигрывал на гитаре различные музыкальные аккорды, а Адель с пустым взглядом держала в руках ручку и объясняла, что вообще ничего не чувствует. Потом она сказала, что в её голове стучат слова «Это пламя …» (англ. There's fire ...). Пол ахнул, и стал подбирать под эту строчку аккорды. По словам Пола, в течение 15 минут Адель проговорила все строфы куплетов, которые она хотела бы сказать своему уже бывшему бойфренду, а Пол наиграл под них аккорды. У них ушло ещё часа два на то, что бы закончить написание песни. Как потом объяснила Адель, это был её способ сказать бывшему бойфренду «Пошёл на хрен», вместо того, чтобы умолять его остаться. Певица полагала, что записанный в этот день голосовой вариант песни будет всего лишь демозаписью, но потом стало ясно, что второй раз передать те же самые чувства будет сложно, и записанный вариант был использован в выпущенном диске, сингле и видеоклипе.
Адель изначально скептически отнеслась к предложению своего менеджера, Джонотана Диккенса, о сотрудничестве с композитором/продюсером Полом Эпуортом, который зарекомендовал себя в жанре инди-рок. Весь тот год у Адель были сложности с композиторами из-за нарастающего разрыва с бойфрендом. В тот день Адель решила, что она просто сходит с Полом в бар и напьётся, но общение с Эпуортом создало некую «химию» между ними, и планы изменились. В результате совместной работы разноплановых авторов был создан лучший за 25 лет кроссовер — песня вошла хит-парад журнала Billboard по 12 номинациям.

## Отзывы
Композиция, в целом, была одобрительно встречена музыкальными экспертами и обозревателями.
Барри Уолтерс из журнала Rolling Stone заявил: «В „Rolling in the Deep“ 22-летняя певица играет в режиме блюзового госпела, звучащего мощно, но не особенно попсово. Начинающийся с поглаживания акустической гитары, этот траурный трек о расставании развивается до топающей, хлопающей в ладоши кульминации, которая подтверждает британское умение изменять звучание американской корневой музыки».
Авторы журнала Rolling Stone поставили песню «Rolling in the Deep» на первое место в своем списке «50 лучших синглов 2011 года». Клэр Суддат из журнала Time назвала «Rolling in the Deep» одной из 10 лучших песен 2011 года. MTV выбрало песню в качестве «Песни года». Журнал The Village Voice в своём ежегодном опрос критиков Pazz & Jop признал «Rolling in the Deep» лучшим синглом 2011 года. В 2019 году издания Rolling Stone, Consequence of Sound и Pitchfork назвали песню соответственно 3-й, 8-й и 171-й лучшей песней 2010-х годов. Журнал Time назвал её одной из 10 лучших песен 2010-х годов, а Billboard выбрал эту песню в качестве одной из 100 «Песен, определивших десятилетие».

## Видеоклип
Премьера видеоклипа, срежиссированного Сэмом Брауном, состоялась 3 декабря 2010 года на телеканале Channel 4. В нём кадры сидящей в кресле в заброшенном доме и поющей Адели перемежаются несколькими картинами: множество стаканов с водой, вибрирующей в такт барабана; одетая в чёрное танцовщица с мечом (её сыграла Дженнифер Уайт, она также поставила хореографию этой сцены) в комнате с полом, покрытым густым слоем белой пыли; музыкант, играющий на ударной установке за лестницей; тарелки, разбивающиеся о стену и падающие в груду битой посуды; и наконец, белый бумажный макет города, на который сверху сыпется фейерверк, и тот сгорает в финале песни.
20 июля 2011 года на церемонии Церемония MTV VMA 2011 музыкальное видео получило 7 номинаций на премию MTV Video Music Awards, включая категории Лучшее видео года, Лучшее женское видео, Лучшее поп-видео и Лучшая режиссура, и в итоге победило в категориях Лучший монтаж, Лучшая операторская работа и Лучшая работа художника-постановщика. 12 февраля 2012 года видеоклип получил премию Грэмми в категории Лучшее музыкальное видео. К ноябрю 2021 года число просмотров музыкального видео на YouTube превысило 1 млрд. 920 млн.

## Исполнение
Адель исполняла эту песню несколько раз. 24 ноября 2010 года она появилась в шоу нидерландского ведущего Пауля де Леу Madiwodovrij, где на следующий день впервые исполнила «Rolling in the Deep». Адель также спела её 3 декабря 2010 года в американском «Шоу Эллен Дедженерес». 9 декабря 2010 года композиция была представлена на концерте Royal Variety Performance, показанном на телевидении 16 декабря 2010 года. Певица исполнила её в британском комедийном шоу Алана Карра Chatty Man 17 января 2011 года. Адель выступила с «Rolling in the Deep» в финале нидерландского шоу талантов «Голос Голландии». 26 января 2011 года она спела свой хит во французском телешоу Le Grand Journal. Кроме того, песня прозвучала в телевизионном рекламном ролике к фильму «Я — четвёртый» 2011 года и была включена в его саундтрек. В рамках промотурне по Северной Америке в поддержку альбома Адель исполняла песню в Late Show с Дэвидом Леттерманом 21 февраля, в ток-шоу «Джимми Киммел в прямом эфире» 24 февраля и в канадском MTV Live 1 марта 2011 года.

## В культуре
«Rolling in the Deep» была использована в трейлере к фильму «Я — четвёртый» (I Am Number Four) и в самом этом фильме. Песня также появлялась в нескольких телевизионных сериалах, например, таких как американский молодёжный сериал «90210: Новое поколение» (третий сезон), в сериале «Doctor Who» (премьера шестого сезона), в подростковой драме «Холм одного дерева» (восьмой сезон One Tree Hill), в подростковом сериале «Сплетница» (четвёртый сезон Gossip Girl) и в драматическом сериале «Втайне от родителей» (четвёртый сезон The Secret Life of the American Teenager). «Rolling in the Deep» была использована в качестве основной темы для реалити-шоу «E4» (Made in Chelsea) и звучала в танцевальном реалити-шоу «So You Think You Can Dance» (в восьмом сезоне во время сольного выступления участника Mitchell Kelly). Кавер-версия песни была исполнена Лией Мишель и Джонатаном Гроффом во втором сезоне сериала «Хор» (эпизод 2x20 «Prom Queen»).

## Награды и номинации
«Rolling in the Deep» получил приз «Лучший трек» в 2011 году (Best Track Q Awards). На 54-й церемонии «Грэмми» песня «Rolling in the Deep» победила в трёх категориях Запись года, Песня года и Лучшее музыкальное видео, став только второй песней с таким достижением в истории Грэмми после We Are the World в 1986 году.
| Год  | Церемония               | Категория                                                  | Результат | Ссылка |
| ---- | ----------------------- | ---------------------------------------------------------- | --------- | ------ |
| 2011 | BT Digital Music Awards | Best Song                                                  | Номинация | [ 55 ] |
| 2011 | BT Digital Music Awards | Best Video                                                 | Номинация | [ 55 ] |
| 2011 | GAFFA Awards            | Best Foreign Song                                          | Победа    | [ 56 ] |
| 2011 | MTV Europe Music Awards | Best Song                                                  | Номинация | [ 57 ] |
| 2011 | MTV Europe Music Awards | Best Video                                                 | Номинация | [ 57 ] |
| 2011 | MTV Video Music Awards  | Video of the Year                                          | Номинация | [ 58 ] |
| 2011 | MTV Video Music Awards  | Best Female Video                                          | Номинация | [ 58 ] |
| 2011 | MTV Video Music Awards  | Best Pop Video                                             | Номинация | [ 58 ] |
| 2011 | MTV Video Music Awards  | Best Direction                                             | Номинация | [ 58 ] |
| 2011 | MTV Video Music Awards  | Best Art Direction                                         | Победа    | [ 58 ] |
| 2011 | MTV Video Music Awards  | Best Cinematography                                        | Победа    | [ 58 ] |
| 2011 | MTV Video Music Awards  | Best Editing                                               | Победа    | [ 58 ] |
| 2011 | Q Awards                | Best Track                                                 | Победа    | [ 59 ] |
| 2011 | Soul Train Music Awards | The Ashford & Simpson Songwriter’s Award                   | Номинация | [ 60 ] |
| 2011 | Soul Train Music Awards | Song of the Year                                           | Номинация | [ 60 ] |
| 2011 | Teen Choice Awards      | Choice Break-Up Song                                       | Номинация | [ 61 ] |
| 2011 | UK Music Video Awards   | Best Pop Video                                             | Победа    | [ 62 ] |
| 2011 | UK Music Video Awards   | Best Cinematography in a Video                             | Победа    | [ 62 ] |
| 2011 | UK Music Video Awards   | Best Art Direction and Design in a Video                   | Номинация | [ 63 ] |
| 2012 | APRA Awards             | International Work of the Year                             | Номинация | [ 64 ] |
| 2012 | Billboard Music Awards  | Top Hot 100 Song                                           | Номинация | [ 65 ] |
| 2012 | Billboard Music Awards  | Top Radio Song                                             | Номинация | [ 65 ] |
| 2012 | Billboard Music Awards  | Top Rock Song                                              | Номинация | [ 65 ] |
| 2012 | Billboard Music Awards  | Top Streaming Song (Audio)                                 | Победа    | [ 65 ] |
| 2012 | Billboard Music Awards  | Top Alternative Song                                       | Победа    | [ 65 ] |
| 2012 | Billboard Music Awards  | Top Digital Song                                           | Номинация | [ 65 ] |
| 2012 | Billboard Music Awards  | Top Pop Song                                               | Номинация | [ 65 ] |
| 2012 | BMI London Awards       | Award Winning Song                                         | Победа    | [ 66 ] |
| 2012 | BMI London Awards       | Song of the Year                                           | Победа    | [ 66 ] |
| 2012 | BMI Pop Awards          | Award Winning Song                                         | Победа    | [ 67 ] |
| 2012 | Grammy Awards           | Record of the Year                                         | Победа    | [ 68 ] |
| 2012 | Grammy Awards           | Song of the Year                                           | Победа    | [ 68 ] |
| 2012 | Grammy Awards           | Best Short Form Music Video                                | Победа    | [ 68 ] |
| 2012 | Guinness World Records  | Biggest-selling digital track in a calendar year in the US | Победа    | [ 69 ] |
| 2012 | Ivor Novello Awards     | PRS for Music Most Performed Work                          | Победа    | [ 70 ] |
| 2012 | Ivor Novello Awards     | Best Song Musically and Lyrically                          | Номинация | [ 70 ] |
| 2012 | People's Choice Awards  | Favorite Song of the Year                                  | Номинация | [ 71 ] |
| 2012 | People's Choice Awards  | Favorite Music Video                                       | Номинация | [ 71 ] |
| 2016 | BMI London Awards       | Million Performance Songs (4 Million)                      | Победа    | [ 72 ] |

## Список композиций
- Digital download[73]

1. «Rolling in the Deep» — 3:48

- Digital EP[74]

1. «Rolling in the Deep» — 3:48
2. «Rolling in the Deep (Jamie xx Shuffle)» — 4:17
3. «Rolling in the Deep (Acapella)» — 3:56

- CD single[75]

1. «Rolling in the Deep»
2. «If It Hadn’t Been for Love» (Michael Henderson, Christopher Stapleton)

## Участники
- Текст и музыка — Адель, Пол Эпуорт
- Продюсер, бас-гитара, акустическая гитара и электрогитара — Пол Эпуорт
- Сведение — Том Элмхерст
- Ассистент по сведению — Дэн Парри
- Запись — Марк Ранкин
- Фортепиано — Нил Коули
- Ударные — Лео Тейлор
- Мастеринг — Том Койн

## Чарты и сертификации
| Чарт (2011—2014)                             | Высшая позиция |
| -------------------------------------------- | -------------- |
| Австралия (ARIA)                             | 3              |
| Австрия (Ö3 Austria Top 40)                  | 3              |
| Бельгия/Фландрия (Ultratop 50)               | 1              |
| Бельгия/Валлония (Ultratop 50)               | 1              |
| Бразилия (Billboard Hot 100 Airplay)         | 3              |
| Бразилия (Billboard Hot Pop)                 | 1              |
| Канада (Billboard Canadian Hot 100)          | 1              |
| Чехия (Rádio — Top 100)                      | 16             |
| Чехия (Singles Digitál Top 100)              | 54             |
| Дания (Tracklisten)                          | 3              |
| Европа (Euro Digital Songs)                  | 2              |
| Финляндия (Suomen virallinen lista)          | 1              |
| Франция (SNEP)                               | 3              |
| Германия (GfK)                               | 1              |
| Греция (Billboard)                           | 4              |
| Венгрия (Rádiós Top 40)                      | 2              |
| Исландия (RÚV)                               | 1              |
| Ирландия (IRMA)                              | 2              |
| Израиль (Media Forest)                       | 2              |
| Италия (FIMI)                                | 1              |
| Япония (Billboard Japan Hot 100)             | 6              |
| Люксембург (Billboard)                       | 1              |
| Мексика Mexico Airplay (Billboard)           | 25             |
| Нидерланды (Dutch Top 40)                    | 1              |
| Нидерланды (Single Top 100)                  | 1              |
| Новая Зеландия (Recorded Music NZ)           | 3              |
| Норвегия (VG-lista)                          | 8              |
| Польша (Polish Airplay Top 100)              | 5              |
| Португалия (Billboard)                       | 2              |
| Шотландия (OCC Scotland)                     | 2              |
| Словакия (Rádio — Top 100)                   | 10             |
| Словения (Slovenian Singles Chart)           | 2              |
| Республика Корея (GAON)                      | 1              |
| Испания (PROMUSICAE)                         | 5              |
| Швеция (Sverigetopplistan)                   | 11             |
| Швейцария (Schweizer Hitparade)              | 1              |
| Великобритания (OCC UK Singles)              | 2              |
| США (Billboard Hot 100)                      | 1              |
| США (Billboard Adult Alternative Songs)      | 1              |
| США (Billboard Adult Contemporary)           | 1              |
| США (Billboard Adult Pop Airplay)            | 1              |
| США (Billboard Alternative Airplay)          | 21             |
| США (Billboard Dance Club Songs)             | 14             |
| США (Billboard Hot R&B/Hip-Hop Songs)        | 61             |
| США (Billboard Rock & Alternative Airplay)   | 15             |
| США (Billboard Hot Rock & Alternative Songs) | 15             |
| США (Billboard Latin Pop Airplay)            | 16             |
| США (Billboard Pop Airplay)                  | 1              |
| США (Billboard Rhythmic)                     | 12             |

| Чарт (2010)                        | Место |
| ---------------------------------- | ----- |
| Голландия (Dutch Top 40)           | 36    |
| Чарт (2011)                        | Место |
| Australian Singles Chart           | 5     |
| Austrian Singles Chart             | 16    |
| Belgian Singles Chart (Flanders)   | 2     |
| Belgian Singles Chart (Wallonia)   | 1     |
| Канада (Canadian Hot 100)          | 1     |
| Danish Singles Chart               | 10    |
| French Airplay Chart               | 1     |
| French Singles Chart               | 2     |
| German Singles Chart               | 4     |
| Greek Airplay Chart                | 19    |
| Italian Singles Chart              | 5     |
| Голландия (Dutch Top 40)           | 1     |
| New Zealand Singles Chart          | 4     |
| Spanish Singles Chart              | 18    |
| Spanish Airplay Chart              | 19    |
| Swiss Singles Chart                | 2     |
| UK Singles Chart                   | 9     |
| US Adult Contemporary (Billboard)  | 3     |
| US Adult Pop Songs (Billboard)     | 2     |
| US Billboard Hot 100               | 1     |
| US Pop Songs (Billboard)           | 5     |
| US Rock Songs (Billboard)          | 45    |
| Чарт (2012)                        | Место |
| Belgian Singles Chart (Flanders)   | 51    |
| Belgian Singles Chart (Wallonia)   | 32    |
| Canadian Hot 100                   | 61    |
| Hungarian Airplay Chart            | 41    |
| Israeli Airplay Chart (ACUM)       | 6     |
| Spanish Singles Chart              | 25    |
| Swiss Singles Chart                | 34    |
| US Billboard Hot 100               | 71    |
| Чарт (2013)                        | Место |
| Slovenian Singles Chart (SloTop50) | 17    |

| Чарт                                | Место |
| ----------------------------------- | ----- |
| Австралия (ARIA)                    | 6     |
| Австрия (Ö3 Austria Top 40)         | 32    |
| Финляндия (Suomen virallinen lista) | 17    |
| Франция (SNEP)                      | 2     |
| Нидерланды (Mega Single Top 100)    | 5     |
| Швеция (Sverigetopplistan)          | 27    |
| Швейцария (Schweizer Hitparade)     | 3     |
| США (Billboard Hot 100)             | 32    |

## Сертификации
| Регион | Сертификация          | Продажи   |
| --- | --------------------- | --------- |
| Австралия (ARIA) | 7× Платиновый         | 490 000^  |
| Бельгия (BEA) | 4× Платиновый         | 80 000    |
| Бразилия (ABPD) | 3× Бриллиантовый      | 750 000   |
| Канада (Music Canada) | Бриллиантовый         | 800 000   |
| Дания (IFPI Danmark) | Платиновый            | 30 000^   |
| Франция | —                     | 347,000   |
| Германия (BVMI) | Платиновый            | 300 000^  |
| Италия (FIMI) | 4× Платиновый         | 120 000*  |
| Мексика (AMPROFON) | 4× Платиновый+Золотой | 270 000*  |
| Новая Зеландия (RMNZ) | 3× Платиновый         | 45 000*   |
| Норвегия (IFPI Norway) | 2× Платиновый         | 120 000   |
| Португалия (AFP) | Платиновый            | 20 000    |
| South Korea (Gaon Chart) | —                     | 3,614,504 |
| Испания (PROMUSICAE) | 2× Платиновый         | 80 000*   |
| Швеция (GLF) | 3× Платиновый         | 120 000   |
| Швейцария (IFPI Switzerland) | 3× Платиновый         | 90 000^   |
| Великобритания (BPI) | 4× Платиновый         | 2,100,000 |
| США (RIAA) | 8× Платиновый         | 8,400,000 |
| США (RIAA) · Mastertone | Золотой               | 500 000*  |
| Стриминг |                       |           |
| Греция (IFPI Greece) | Золотой               | 1 000 000 |
| * Данные о продажах приведены только на основе сертификации. · ^ Данные о тиражах приведены только на основе сертификации. · Данные о продажах + прослушиваниях приведены только на основе сертификации. · Данные только о прослушиваниях приведены на основе сертификации. |                       |           |

## История издания
| Страна         | Дата            | Формат                                    |
| -------------- | --------------- | ----------------------------------------- |
| Нидерланды     | 29 ноября 2010  | Digital download                          |
| США            | 30 ноября 2010  | Digital download                          |
| Япония         | 22 декабря 2010 | Digital download                          |
| Швейцария      | 27 декабря 2010 | Digital download                          |
| Германия       | 27 декабря 2010 | Digital download                          |
| Австрия        | 27 декабря 2010 | Digital download                          |
| Австралия      | 10 января 2011  | Contemporary Hit Radio                    |
| Германия       | 14 января 2011  | CD single                                 |
| Австралия      | 16 января 2011  | Digital EP                                |
| Великобритания | 16 января 2011  | Digital EP                                |
| Ирландия       | 16 января 2011  | Digital EP                                |
| Новая Зеландия | 16 января 2011  | Digital EP                                |
| Бельгия        | 16 января 2011  | Digital EP                                |
| Швейцария      | 16 января 2011  | Digital EP                                |
| Португалия     | 16 января 2011  | Digital EP                                |
| Австралия      | 16 января 2011  | Digital EP                                |
| Австрия        | 16 января 2011  | Digital EP                                |
| Франция        | 16 января 2011  | Digital EP                                |
| Германия       | 16 января 2011  | Digital EP                                |
| Дания          | 16 января 2011  | Digital EP                                |
| Канада         | 16 января 2011  | Digital EP                                |
| Финляндия      | 16 января 2011  | Digital EP                                |
| Греция         | 16 января 2011  | Digital EP                                |
| Испания        | 16 января 2011  | Digital EP                                |
| Италия         | 16 января 2011  | Digital EP                                |
| Норвегия       | 16 января 2011  | Digital EP                                |
| Люксембург     | 16 января 2011  | Digital EP                                |
| Нидерланды     | 16 января 2011  | Digital EP                                |
| Швеция         | 16 января 2011  | Digital EP                                |
| Япония         | 16 января 2011  | Digital EP                                |
| Великобритания | 17 января 2011  | CD single                                 |
| США            | 1 февраля 2011  | Digital download — Jamie XX Shuffle remix |
| США            | 8 марта 2011    | Mainstream airplay                        |
| США            | 26 июля 2011    | Urban contemporary airplay                |

## Кавер-версии
4 июля 2011 года кавер на эту песню исполнил вокалист рок-группы Linkin Park Честер Беннингтон во время концерта группы на фестивале iTunes в Лондоне.
Песня «Rolling in the Deep» была исполнена американской рок-группой Linkin Park и включена в их концертный EP, iTunes Festival. Она вошла в рок-чарт Великобритании UK Rock Singles Charts под номером 1, а в основной хит-парад Великобритании UK Singles Chart — под номером 42, хотя не была выпущена в качестве сингла. Группа исполняла песню дважды: один раз на встрече LPU (Linkin Park Underground), а другой — в концертном зале The Roundhouse во время фестиваля iTunes Festival в 2011 году. Песня была хорошо принята в Великобритании. «Rolling in the Deep» была разослана альтернативным радиостанциям в качестве промо-сингла 8 июля 2011 года. Песня была исполнена в акустической версии как часть их сета, с Честером Беннингтоном в качестве вокалиста и Майком Шинодой на фортепиано. Эта запись была выпущена в iTunes Store в качестве сингла.

#### Чарты
| Чарт (2012)                          | Высшая позиция |
| ------------------------------------ | -------------- |
| Шотландия (OCC Scotland)             | 48             |
| Великобритания (OCC UK Rock & Metal) | 1              |
| Великобритания (OCC UK Singles)      | 42             |

### Другие каверы
Кавер-версии «Rolling in the Deep» записали Майк Познер и Джон Ледженд.
Патти Смит назвала «Rolling in the Deep» «песней этого лета» и исполнила её на концерте 15 июля 2011 года в Нью-Йорке. Ирландская группа Wonderland включила акустический кавер на «Rolling in the Deep» в свой первый альбом (2011).
Популярная 11-летняя певица и финалистка британского конкурса Britain’s Got Talent 2007 Конни Телбот записала свою версию песни, видеоклип на которую получил более 20 млн просмотров на YouTube, а версия мексиканского семейного трио подростков Vazquez Sounds — более 350 млн просмотров. Ещё одна молодая певица Мадди Джейн (Maddi Jane) так же исполнила (под гитару) кавер на эту песню (более 50 млн просмотров). 30 сентября 2014 года в студии финского Radio Nova свою акустическую кавер-версию песни также исполнила альтернативная рок-группа Poets Of The Fall.